# Баймат
 Баймат  — деревня в Тетюшском районе Татарстана. Входит в состав Монастырского сельского поселения.

## География
Находится в юго-западной части Татарстана на расстоянии приблизительно 15 км на север по прямой от районного центра города Тетюши.

## История
Основана в 1928 году выходцами из села Большие Атряси.

## Население
Постоянных жителей насчитывалось в 1938 году — 161, в 1949—193, в 1958—167, в 1970—187, в 1979—112, в 1989 — 91. Постоянное население составляло 66 человек (татары 97 %) в 2002 году, 36 в 2010.